# أليك بوركس
أليك بوركس (بالإنجليزية: Alec Burks)‏ مواليد 20 يوليو 1991 في غراندفيو، هو لاعب كرة سلة أمريكي بدأ مسيرته الاحترافية في سنة 2011 حيث تم اختياره من قبل فريق يوتاه جاز خلال الدرافت يلعب مع فريق يوتاه جاز في الرابطة الوطنية لكرة السلة ويحمل الرقم 10. يبلغ طوله 6 قدم 6 بوصة (2.0 م).

## إحصائيات المسيرة

### الموسم الاعتيادي
| السنة   | الفريق    | لعب | بدأ | دقيقة | ميداني% | ثلاثية | حرة  | ارتداد | صنع | استلاب | تصدي | نقطة |
| ------- | --------- | --- | --- | ----- | ------- | ------ | ---- | ------ | --- | ------ | ---- | ---- |
| 2011–12 | يوتاه جاز | 59  | 0   | 15.9  | .429    | .333   | .727 | 2.2    | .9  | .5     | .1   | 7.2  |
| 2012–13 | يوتاه جاز | 64  | 0   | 17.8  | .420    | .359   | .713 | 2.3    | 1.4 | .5     | .2   | 7.0  |
| 2013–14 | يوتاه جاز | 78  | 12  | 28.1  | .457    | .350   | .748 | 3.3    | 2.7 | .9     | .2   | 14.0 |
| 2014–15 | يوتاه جاز | 27  | 27  | 33.3  | .403    | .382   | .822 | 4.2    | 3.0 | .6     | .2   | 13.9 |
| 2015–16 | يوتاه جاز | 31  | 3   | 25.7  | .410    | .405   | .752 | 3.5    | 2.0 | .6     | .1   | 13.3 |
| المسيرة |           | 259 | 42  | 23.0  | .432    | .365   | .751 | 2.9    | 1.9 | .6     | .2   | 10.6 |

### التصفيات
| السنة   | الفريق    | لعب | بدأ | دقيقة | ميداني% | ثلاثية | حرة  | ارتداد | صنع | استلاب | تصدي | نقطة |
| ------- | --------- | --- | --- | ----- | ------- | ------ | ---- | ------ | --- | ------ | ---- | ---- |
| 2012    | يوتاه جاز | 4   | 0   | 15.8  | .250    | .000   | .857 | 2.8    | .8  | .5     | .0   | 6.5  |
| المسيرة |           | 4   | 0   | 15.8  | .250    | .000   | .857 | 2.8    | .8  | .5     | .0   | 6.5  |

## روابط خارجية
- أليك بوركس على موقع إن بي أي (الإنجليزية)
- أليك بوركس على موقع سبورتس رفرنس (الإنجليزية)
- أليك بوركس على موقع كرة السلة الأوروبية.كوم (الإنجليزية)
- أليك بوركس على موقع DraftExpress.com (الإنجليزية)
- أليك بوركس على موقع إي إس بي إن.كوم (الإنجليزية)
- أليك بوركس على موقع كلية كرة السلة في سبورتس رفرنس.كوم (الإنجليزية)
- أليك بوركس على موقع ريلجم (الإنجليزية)
- أليك بوركس على موقع بروبوليرز (الإنجليزية)
- أليك بوركس على موقع سبورتس رفرنس (الإنجليزية)